# Гасанов, Эльмар Вагифович
Эльмар Вагифович Гасанов (род. 1983, Севастополь) —  российский пианист, азербайджанского происхождения.

## Биография
Э. Гасанов родился в Севастополе в 1983 году. С 1990 года он начал обучаться игре на фортепиано в классе Т. А. Ким в Севастопольской детской музыкальной школе № 1. С успехом выступал в концертах, международных фестивалях и юношеских конкурсах.
В 2000 году занял первое место на конкурсе юных пианистов в Харькове, проводимом по инициативе Владимира Крайнева. В 2006 году завоевал первую премию на Международном конкурсе пианистов имени Листа-Бартока в Будапеште.
Далее продолжил свое обучение в Академическом музыкальном училище при Московской государственной консерватории имени П. И. Чайковского, а затем и в Московской консерватории им. Чайковского под руководством Заслуженного деятеля РФ, известного своей обширной педагогической и методической практикой, профессора Рощиной Л. В. В аспирантуре Московской государственной консерватории, в аспирантуре Королевского Колледжа Музыки в Лондоне, в класс декана фортепианного факультета Ванессы Латарш, получив там полную стипендию. В Лондоне выпустил диск с Сонатой Ф. Листа в компании EMI Records, в рамках проекта Digital Debut.

## Конкурсная и концертная деятельность
В 2009 году получил 2 премию, а также Приз зрительских симпатий на Международном конкурсе пианистов в Хамамацу в Японии. В 2010 получил 3 премию на конкурсе Isangyun в Корее. В 2011 году получил 5 премию на 3-м Международном конкурсе в Гонконге. В 2012 году выиграл 3 премию, а также Приз за лучшее исполнение произведений Шумана на конкурсе пианистов им. Гезы Анды в Цюрихе.
Гастролирует в таких странах как Венгрия, Германия, Франция, Голландия, Австрия, Англия, Турция, Бразилия, Словакия, Словения, Украина, Швейцария. Выступает со многими оркестрами, среди которых Musikkollegium Winterthur под управлением Теодора Гушельбауэра, цюрихского Tonhalle Orchester под управлением Давида Цинмана, Филармонический оркестр Минеральных Вод под управлением Станислава Кочановского, Concerto Budapest  под управлением Андраша Келлера, INSO под управлением Георга Куги, The Hong Kong Philarmonic Orchestra под управлением Владимира Ашкенази и других.